# スズキ・ストラトスフィア

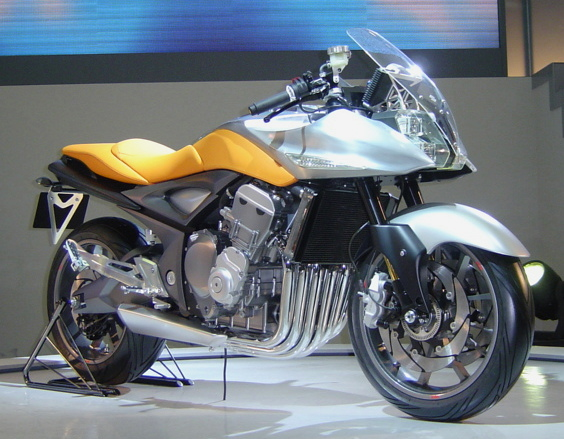
スズキストラトスフィア

ストラトスフィア（STRATOSPHERE）は、2005年に開催された第39回東京モーターショーにスズキが出品したオートバイのコンセプトモデルである。

## 概要
同社のオートバイであるGSX・カタナを彷彿させるデザインや、オートバイとしてはホンダ・CBXやカワサキ・Z1300以来である直列6気筒、カタナと同じ排気量である1,100ccのエンジンが搭載されているなど、多くの反響を呼ぶこととなった。
また可変スクリーン、可変ハンドル、叩き出しのアルミニウム製タンク、オートシフト機構や、ヘルメットのシールドスピーカーなどを提案している。

## 諸元
- 全長 2,100mm
- 全幅 720mm
- 全高 1,150mm
- エンジン形式 水冷4サイクル直列6気筒DOHC
- 排気量 1,100cc